# Ли Ёль У
Ли Ёль У (кор. 이열우; 21 января 1967, провинция Чхунчхон-Намдо, Южная Корея — 10 декабря 2009, Тэджон, Южная Корея) — южнокорейский боксёр-профессионал, выступавший в наилегчайшей весовой категории. Чемпион мира по версии WBA. После завоевания и последующей потери пояса покинул бокс в 1990 году. Выступал под псевдонимом «Острый перец». Рост спортсмена 165 см..

## Результаты боёв
| Бой | Дата | Соперник | Судьи | Место боя | Раундов | Результат | Дополнительно |
| --- | ---- | -------- | ----- | --------- | ------- | --------- | ------------- |
|     |      |          |       |           |         |           |               |
| Бой | Дата | Соперник | Судьи | Место боя | Раундов | Результат | Дополнительно |